# Dame algo (banda sonora)
Dame algo es el título de la primera banda sonora compuesta por Rosendo Mercado, siendo el décimo álbum en su etapa en solitario, publicado en 1997 por el sello DRO West.

## Información del álbum
El álbum es una banda sonora para la película Dame algo de Héctor Carré. Rosendo declaró que "es algo que ha sido puntual y que está bien, me hacía ilusión desde hace ya muchos años, así que me he quitado el mono. No sé si habrá merecido la pena, pero para mi sí. Me he quedado a gusto, ha sido una experiencia positiva."

## Pistas
1. ¡Qué desilusión! - 2:23
2. Ambiente 1 (diálogo)
3. Tema 1: Yo me largo 1
4. Tema 1: Yo me largo 2
5. Tema 1: Yo me largo 3
6. Tema 1: Yo me largo 4
7. Tema 2: Feliz cumpleaños 1
8. Tema 2: Feliz cumpleaños 2
9. Ambiente 2 (antes de ser cámara fui actor)
10. Tema 3: Que dice el alcalde
11. Tema 4: Veinte minutos 1
12. Tema 4: Veinte minutos 2
13. Tema 4: Veinte minutos 3
14. Tema 4: Veinte minutos 4
15. Tema 5: Volver pa'dentro
16. Ambiente 3 (agárralo y no lo sueltes)
17. Tema 6: Colgado por tu amor
18. Ambiente 4 (ni pa'lante ni pa'tras)
19. Tema 7: Comienza el show 1
20. Tema 7: Comienza el show 2
21. Tema 7: Comienza el show 3
22. Tema 7: Comienza el show 4
23. Tema 8: Ya estamos de vuelta 1
24. Tema 8: Ya estamos de vuelta 2
25. Tema 8: Ya estamos de vuelta 3
26. Ambiente 5 (diálogo)
27. Siempre hay una historia - 3:20